# Klavikulafraktur

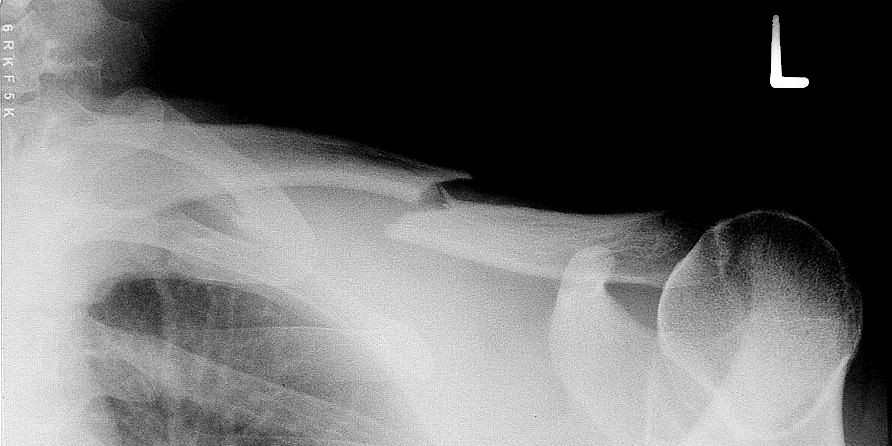
Tangentiale (zirka 30–45° von schräg unten) Röntgenaufnahme einer Fraktur im mittleren Bereich der Klavikula

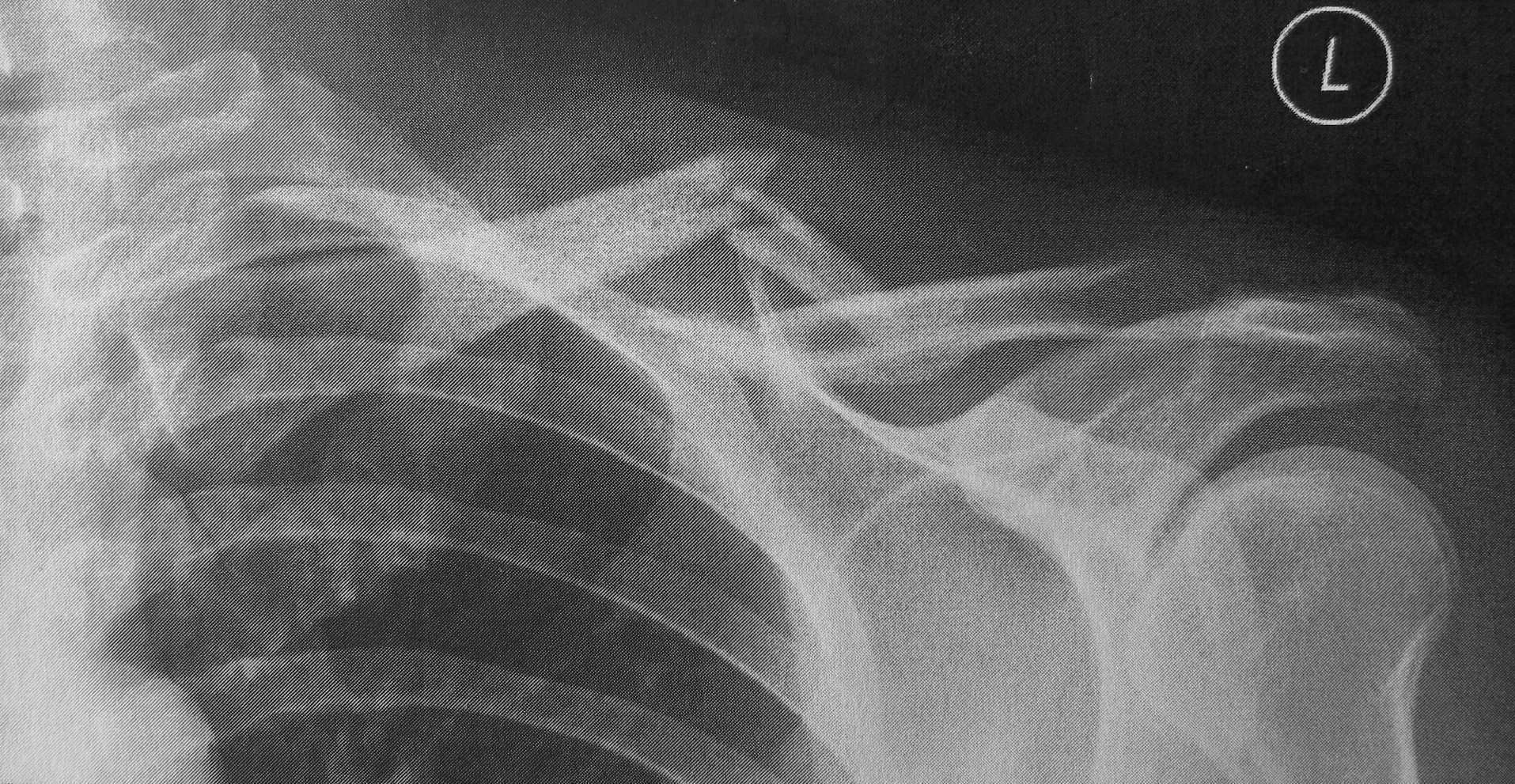
Dislozierter Schlüsselbeinbruch mit drei Fragmenten

Klavikulafraktur, Claviculafraktur oder Schlüsselbeinbruch ist ein Knochenbruch (Fraktur) des Schlüsselbeines (lateinisch clavicula) und bei Erwachsenen nach dem Bruch der Speiche die zweithäufigste Fraktur. Ursache ist meist ein Sturz auf die Schulter, seltener auf den ausgestreckten Arm, oder eine, oft nur geringe, unmittelbare Gewalteinwirkung auf das Schlüsselbein. Seltene Komplikationen sind Gefäß- oder Nervenverletzungen.

## Vorkommen
Am häufigsten kommt diese Form des Knochenbruchs bei Kindern – mit etwa der Hälfte aller Klavikulafrakturen – und bei Jugendlichen vor. Ein erhöhtes Risiko stellt die Ausübung von körperkontaktbetonten Sportarten wie American Football oder Handball dar, daneben sind Unfälle beim Skilaufen, Snowboarden, Radfahren und Reiten eine häufige Ursache dieser Verletzung. Beim Motorradfahren kann bei einem Sturz das Schlüsselbein vom unteren Helmrand gebrochen werden.
Auch bei der Geburt kann es zu einem Schlüsselbeinbruch kommen.
Die Schlüsselbeinbrüche werden nach Allman in drei Typen nach Lokalisation des Bruchs eingeteilt. Dabei ist eine Fraktur im mittleren Drittel (ein Schaftbruch) mit 80 % am häufigsten, ein „akromialer“ Bruch am seitlichen Ende nahe dem Acromion und dem Schultereckgelenk (Bruch des distalen/lateralen Drittels) mit 15 % seltener, und ein „sternaler“ Bruch des proximalen Drittels nahe dem Brustbein mit 5 % selten.
In einer schottischen Fallserie mit 941 Schaftbrüchen bei Erwachsenen war das mittlere Alter 37 Jahre, zwei von drei Patienten waren Männer. Die häufigste Ursache waren simple Stürze (32 %), gefolgt von Sportunfällen (21 %) und Rad- bzw. Motorradunfällen (20 %). Andere Verkehrsunfälle in 10 % und Gewaltanwendungen in 5 % waren seltenere Ursachen. Leicht häufiger war mit 54 % der dominante Arm betroffen.

## Symptome
Das erste Symptom des Schlüsselbeinbruchs ist eine sicht- und tastbare Schwellung oder Stufenbildung im Verlauf des Knochens, eine scheinbare Verlängerung des Armes und Veränderungen der Kopfhaltung. Außerdem spürt der Betroffene einen Druck- und Bewegungsschmerz. Der Patient legt automatisch den Oberarm in Schonhaltung an, wodurch sich die Schulter deutlich nach vorne neigt.
Selten kommt es zu einer offenen Verletzung durch eine Hautdurchspießung. Ebenso können selten tieferliegende große Gefäße oder Nerven verletzt sein.

## Diagnose
Häufig ergibt sich schon bei der klinischen Untersuchung die Diagnose durch lokale Schwellung, Druckschmerz, tastbare Knochenenden unter der Haut oder Knochenreiben (Krepitation). Die Diagnose wird durch eine Röntgenuntersuchung bestätigt.

## Behandlung bei Erwachsenen

### Historische Entwicklung
In einem altägyptischen Papyrus ist die Auseinanderstreckung der Schulter in Rückenlage mit unterlegten Schulterblättern als Therapie einer Klavikulafraktur beschrieben. Hippokrates beschrieb die heute als „konservativ“ bezeichnete Behandlung, die Ruhigstellung.
Eine der ersten erfolgversprechenden Behandlungsmaßnahmen war eine 1774 von Pierre Brasdor der Académie de chirurgie vorgelegte Bandage, welche von Evers in Deutschland verbessert eingeführt wurde. Im Jahr 1787 präsentierte Desault den ihn berühmt machenden Verband. Den Vorgänger des heutigen Rucksackverbandes, mit nach neueren Untersuchungen umstrittener Wirkung, beschrieb Just Lucas-Championnière um 1860 herum.
Mit Aufkommen der Gipsverbände wurden auch die Schlüsselbeinbrüche mit aufwändigen Verbänden immobilisiert.

### Therapie-Indikation
Die Therapie war lange Zeit eine Domäne der konservativen Therapie mit Ruhigstellung in einer Armschlinge. Eine Reposition der Bruchenden in einer konservativer Therapie ist nicht indiziert, da keine Bandage das Potenzial besitzt, ein Repositionsergebnis dauerhaft zu halten. Es besteht daher die Gefahr, dass die Bruchstücke nicht gut, verkürzt oder gar nicht zusammenwachsen oder dass scharfkantige Bruchstücke die Haut durchspießen. Daher werden Schlüsselbeinbrüche tendenziell zunehmend häufiger operiert, wobei auch moderne Implantate Risiken aufweisen und durch Implantatbruch oder Lockerung ebenfalls eine Pseudarthrose entstehen kann.
Eine Operation wird allgemein bei Brüchen mit verschobenen Bruchenden empfohlen. Die Therapieentscheidung ist vor allem davon abhängig, wie weit die Knochenfragmente verschoben sind. Außerdem ist eine Operation angezeigt bei Gefäß- oder Nervenverletzungen. Eine Operation folgt auch einer nicht erfolgreichen konservativen Behandlung.
Neuere Studien zeigen, dass durch eine operative Versorgung mittels Osteosynthese ein wesentlich besseres funktionelles Ergebnis erzielt werden kann. Dies wurde vor allem durch die 2008 eingeführten winkelstabilen Platten (Locking Compression Plates, LCP) erreicht, mit denen die Frakturenden gut eingestellt und in dieser Stellung während des Heilungsprozesses dauerhaft gehalten werden können. Daneben existieren auch intramedulläre elastische Nägel, die ebenfalls eine gute Reposition erlauben und damit langfristig gute Ergebnisse bringen.
Allerdings wird kontrovers diskutiert, welche Versorgung bei welchen Frakturtypen bessere Ergebnisse bringt.

### Konservative Behandlung durch Ruhigstellung mit einer Schlinge
Bei einer einfachen Fraktur ohne deutliche Dislokation der Knochenfragmente genügt es in den meisten Fällen, die betroffene Schulter für vier bis sechs Wochen (bei Kindern drei bis vier Wochen) ruhigzustellen.
Hierzu wird vielfach der Rucksackverband verwendet, der regelmäßig nachgespannt werden sollte, aber zu straff eingestellt zu Abschnürungserscheinungen der Arme führen kann. andererseits gelockert eingestellt oder auch beim Schlafen in Rückenlage durch das Nachvornekippen der Schultern nicht mehr richtig wirken kann.
Unabhängig davon, ob die Ruhigstellung mit einer Schlinge oder mit Rucksackverband erfolgt, wird oft eine wöchentliche radiologische Verlaufskontrolle – durch Röntgenbilder – während der gesamten Behandlungsdauer von 6 Wochen empfohlen, da vor allem bei Klavikulafrakturen des mittleren Drittels noch deutliche Verschiebungen der Knochenfragmente auftreten können, was dann operativ versorgt werden kann.

#### Risiken
Das Problem der konservativen Behandlung ist, dass der seitliche Kopf des Musculus sternocleidomastoideus ständig Zug auf das mittlere Drittel des Schlüsselbeins in Richtung Hals und der Musculus pectoralis major ständig Zug in Richtung Brust ausübt, so dass es während des gesamten Heilungsverlaufs zu einer Verschiebung der Knochenfragmente kommen kann.
Etwa 90 % der Klavikulafrakturen heilen allerdings problemlos unter konservativer Therapie aus, häufig jedoch in einer verkürzten Stellung und mit einer Absenkung der betroffenen Schulter, was die Funktionalität des Armes und der Schulter, durch die Fehlhaltung (z. B. Impingement-Syndrom, Frozen Shoulder) deutlich reduziert. Zusätzlich entsteht ein Kraftverlust von 20 % (Hill 1997, McKee 2006).
Zwischen 5 und 20 % der konservativ behandelten Schaft-Frakturen (also Frakturen des mittleren Drittels der Klavikula) wachsen in starker Fehlstellung zusammen oder nicht zusammen, was dann als Pseudarthrose bezeichnet wird. Bei Nichtverheilen des Knochenbruchs besteht dann eine Operationsindikation, bei der oft ein Knochenspan eingesetzt werden muss, um die Defektlücke auffüllen zu können. Auch bei anhaltenden Beschwerden bei Knochenbrüchen, die in starker Fehlstellung ausgeheilt sind, kann eine sekundäre Operation notwendig werden.
Bei lateralen Frakturen finden sich Pseudarthrosen mit 22 – 33 % bei konservativer Behandlung deutlich häufiger. Die Ausheilung dauert bei 45 – 47 % der konservativ behandelten Fälle drei Monate bis zur Schmerzfreiheit.
In einer schottischen retrospektiven Fallserie mit 941 verschobenen Schaftbrüchen des Schlüsselbeins bei Erwachsenen konnten in einer multivariaten Analyse drei unabhängige und signifikante Risikofaktoren für das Nichtzusammenwachsen (in 13 %) identifiziert werden:
- Rauchen erhöht das Risiko mit einem Quotenverhältnis (OR) von 3,76, eine Pseudarthrose bildete sich bei 7,2 % der Nichtraucher und 33,3 % der Raucher.
- Trümmerfrakturen haben ein Quotenverhältnis von 1,75, eine Pseudarthrose zeigte sich bei 8,5 % der Brüche ohne Trümmerzone und 21,3 % der Trümmerbrüche
- eine Verschiebung der Fragmente erhöht das Risiko mit einem Quotenverhältnis von 1,17 pro Millimeter Verschiebung. Bei einer Verschiebung unter 15 mm fanden sich Pseudarthrosen bei 2,1 %, darüber bei 27 %.

Als Ursache für die schlechten Ergebnisse der dislozierten Frakturen unter konservativer Behandlung kann die Ausheilung in einer Verkürzungsfehlstellung angesehen werden.
Da die Ergebnisse weniger günstig als bei einer direkten operativen Versorgung sind, werden zunehmend häufiger Schlüsselbeinbrüche operiert, bei Verschiebung des Schlüsselbeins um eine Schaftbreite, sowie bei Trümmerbrüchen so gut wie immer.

### Plattenosteosynthese

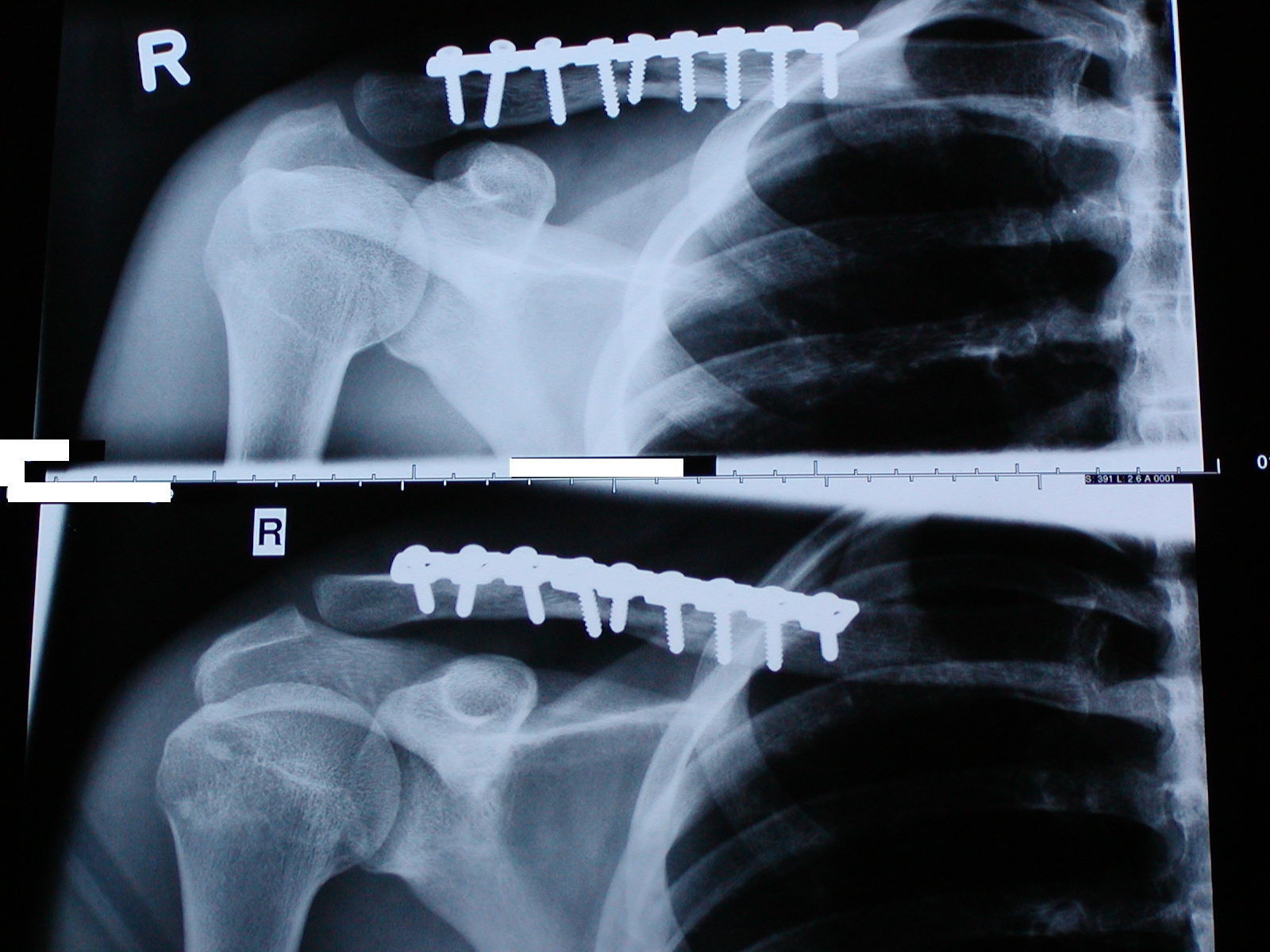
Plattenosteosynthese rechte Klavikula

Bei der häufig angewendeten Operationsmethode der Plattenosteosynthese wird der Bruch mit einer Platte und Schrauben sowie zweier interfragmentär verankerten Zugschrauben stabilisiert. Die Platte wird wegen des hohen Refrakturrisikos nach frühestens eineinhalb bis zwei Jahren entfernt.
Als Weiterentwicklung der herkömmlichen Platten werden inzwischen spezielle an die Schlüsselbeinanatomie angepasste flache (low profile) und winkelstabile Platten (Locking Compression Plates, kurz: LCP) benutzt, mit denen die anatomische Position des Schlüsselbeins bei der Operation genau eingestellt (Osteosynthese) und während der gesamten Heilungsdauer gehalten werden kann.
Winkelstabile Platten enthalten neben ovalen Löchern einzelne Löcher mit einem zusätzlichen Gewinde, um die Schrauben winkelstabil zu verankern. Durch oval geformte Löcher der Platte können die Schrauben leicht gekippt im Knochen verankert werden. Insgesamt wird im Unterschied zu herkömmlichen Platten eine Stabilität der Platte im Knochen erreicht, ohne dass die Knochenhaut durch den Druck der Platte zerstört wird.
Besonders bei seitlichen (lateralen) Brüchen kommt auch gelegentlich eine Hakenplatte zur Anwendung, deren medialer Anteil eine verschraubte Platte ist, während der laterale Anteil ein Haken ist, der unter die Schulterecke (Acromion) gelegt wird. Bei zwar mehrheitlich guten Ergebnissen ist die Komplikationsrate mit bis zu 40 % aber sehr hoch, weshalb sie zunehmend seltener verwendet wird. Probleme können vor allem ein Impingement durch den Haken im Raum unter dem Akromion (subacromial) sein, aber auch Osteolysen am Akromion und Stressbrüche des Schlüsselbeins am medialen Plattenende.

#### Risiken
Auch bei Plattenosteosynthesen kann es zu einem Nichtverheilen kommen. Ebenso können die Platte und die Schrauben die direkt darüber liegende Haut reizen, lokale Schmerzen auslösen und teilweise Wunden entstehen lassen. Auch besteht ein Infektionsrisiko. Die Schrauben können sich auch lösen und herauswandern, sehr selten kann die Platte bei verzögerter Knochenbruchheilung brechen.

### Osteosynthese durch intramedulläre Nägel oder Drähte
Neben den Plattenosteosynthesen werden ebenso häufig Drähte und stabilere Nägel verwendet, die von seitlich in den Markraum eingeschoben werden und den Bruch von innen stabilisieren. Dies ergibt eine kleinere Narbe und ein besseres kosmetisches Ergebnis, allerdings können die Drähte und Nägel ebenso wie die Platten brechen, sich lockern, wandern oder durch die Haut wieder austreten.
Als Alternative zu den Drähten werden seit 2003 in Deutschland hierfür auch elastische Nägel verwendet, die auch als Prévot-Nägel bekannt sind. Im Englischen wird dieses Verfahren oft „ESIN“ genannt, für die Elastisch-Stabile Intramedulläre Nagelung, oder „TEN“ (englisch: titanic elastic nail). Hiermit wird bei korrekter Reposition auch ein kosmetisch befriedigendes Ergebnis erzielt.
Andere bekannte und verwendete Nägel sind z. B. Hagie-, Rockwood-Nägel oder die nach Fritz Steinmann (1872–1932) benannten Steinmann-Nägel.
Diese Verfahren werden alle vorwiegend bei Schaftbrüchen verwendet und fallen bei seitlichen akromialen oder sternalen Brüchen aus, da sie das seitliche Fragment nicht ausreichend stabilisieren können.

### Metallentfernung
Die operative Entfernung der bei der Osteosynthese verwendeten Implantate erfolgt bei intramedullären Nägeln drei bis sechs Monate nach der Osteosynthese, und bei einer Plattenosteosynthese wegen des hohen Risikos eines erneuten Bruchs frühestens nach fünfzehn bis achtzehn Monaten.
Auch bei der Metallentfernung kann es zu Komplikationen kommen, wie der Refraktur, einer nur partiellen Metallentfernung (wenn Schrauben brechen), einer Nervenläsion, Wundheilungsstörung oder einer Infektion.
Allerdings kann es auch vorab schon zu lokalen Irritationen, auch Wunden und Implantatinfektionen sowie aus der Haut austretenden Implantatanteilen kommen, so dass dann gegebenenfalls und in der speziellen Einzelsituation zu entscheiden ist, ob einzelne oder alle Implantatanteile vorzeitig entfernt werden müssen.

## Behandlung bei Kindern
Schlüsselbeinbrüche heilen bei Kindern grundsätzlich unter konservativer Behandlung aus und haben eine hohe Spontankorrekturrate, so dass sich auch Fehlstellungen nach der Ausheilung mit der Zeit fast immer vollständig auswachsen. Pseudarthrosen sind extrem selten, in einer Fallserie von 184 kindlichen Schaftbrüchen fand sich keine einzige Pseudarthrose. Daher heißt es in dem amerikanischen Standardwerk der Kindertraumatologie vom Mercier Rang:

„Wenn die beiden Bruchenden des Schlüsselbeins im selben Raum sind, werden sie zusammenheilen und sich adäquat remodellieren.“

Daher ist auch keine Stellungskorrektur notwendig, und eine Ruhigstellung z. B. im Dreiecktuch oder im Rucksackverband dient nur der vorübergehenden Schmerzlinderung und kann meist nach spätestens zehn Tagen entfernt werden. Nach drei bis vier Wochen ist die kindliche Fraktur meist sicher verheilt. Sport sollte erst wieder gemacht werden, wenn die Schulterbeweglichkeit ebenso frei wie auf der Gegenseite ist. Die Remodellierung kann aber bis zu einem halben Jahr dauern.
Eine operative Therapie wird nur bei Jugendlichen mit einer schulternahen (lateralen) oder brustbeinnahen (medialen) Fraktur, sowie bei Kindern und Jugendlichen bei starken Weichteilverletzungen über der Bruchstelle sowie bei offenen Brüchen empfohlen.